# Ковалёв, Николай Николаевич (учёный)
Никола́й Никола́евич Ковалёв (1908—2003) — советский гидроэнергетик, главный конструктор конструкторского отдела водяных турбин ЛМЗ имени И. В. Сталина. Член-корреспондент АН СССР / РАН. Герой Социалистического Труда. Лауреат Ленинской премии и двух Сталинских премий первой степени.

## Биография
Родился 22 февраля (9 февраля по старому стилю) 1908 года в Полтаве (ныне Украина).
Там же окончил профессионально-техническую школу (1925), затем — ЛТИ имени Ленсовета (1930).
В 1930 — 1958 годах работал на ЛМЗ имени И. В. Сталина: конструктором, заместителем главного конструктора, главным конструктором гидротурбин (1945—1958). Начиная с 1945 года руководил всеми конструкторскими, экспериментально-исследовательскими и монтажными работами по гидротурбостроению. Член ВКП(б) с 1942 года.
Под руководством Н. Н. Ковалёва выполнены проекты многих типов крупных гидротурбин, в том числе поворотно-лопастных вертикальных турбин для Угличской (выпущена в 1939 году) и Рыбинской ГЭС (1940 год) — крупнейших в мире гидротурбин для равнинных рек.
Под его руководством были созданы радиально-осевые гидротурбины мощностью по 75 МВт для восстанавливаемой после войны ДнепроГЭС. Также он участвовал в проектировании и изготовлении поворотно-лопастных вертикальных турбин мощностью по 126 МВт для каскада Волжских ГЭС (Цимлянской, Горьковской, Куйбышевской и Сталинградской), радиально-осевых гидротурбин Братской и других крупных ГЭС в нашей стране и за рубежом.
После перехода в ЦКТИ имени И. И. Ползунова (1958) — привлёк многих учёных АН СССР к работам в области гидротурбостроения, создал отдел и лабораторию, которые провели глубокие теоретические исследования, лабораторные и натурные испытания, что позволило на их основе разрабатывать гидротурбины высокого технического уровня, а также подходы к модернизации действующего оборудования ГЭС.
В период работы на Металлическом заводе занимался преподавательской деятельностью: доцент кафедры гидромашин ЛПИ имени М. И. Калинина (1939—1953), профессор (1953). Является автором многих научных трудов в области гидротурбостроения. Доктор технических наук, член-корреспондент АН СССР, почётный член Международной инженерной академии.
Н. Н. Ковалёв вёл большую общественную работу. Как председатель Всесоюзного научно-технического общества энергетиков и электротехников и член совета старейшин Российской инженерной академии осуществлял связь науки с производством.
Депутат ВС РСФСР 3-го созыва (1951—1955), депутат Ленинградского городского Совета шести созывов, член Ленинградского ОК КПСС (1952—1954, 1956—1958), член Советского Комитета защиты мира (с 1952 года).
Умер 23 марта 2003 года.

## Награды и премии
- Герой Социалистического Труда (1957) — за выдающиеся производственные успехи в области развития науки и техники
- орден Ленина (1957)
- орден Трудового Красного Знамени (1944)
- орден «Знак Почёта» (1939)
- Ленинская премия (1959) — за создание мощной поворотнопластной гидротурбины для Волжской ГЭС имени В. И. Ленина
- Сталинская премия первой степени (1946) — за разработку конструкции и технологии производства мощных гидротурбин и генераторов, установленных на Шекснинской и Угличской ГЭС Верхе-Волжского гидроузла[3]
- Сталинская премия первой степени (1950) — за разработку конструкций, изготовление и пуск в эксплуатацию новых усовершенствованных гидротурбин мощностью 102 000 л. с. для Днепрогэса имени В. И. Ленина

## Публикации
- Ковалёв Н. Н., Квятковский В. С. . Гидротурбиностроение в СССР. — М.—Л.: Госэнергоиздат, 1957. — 152 с.

## Память
Отмечалось 100-летие со дня рождения Н. Н. Ковалёва